# Ali Baba (krater)

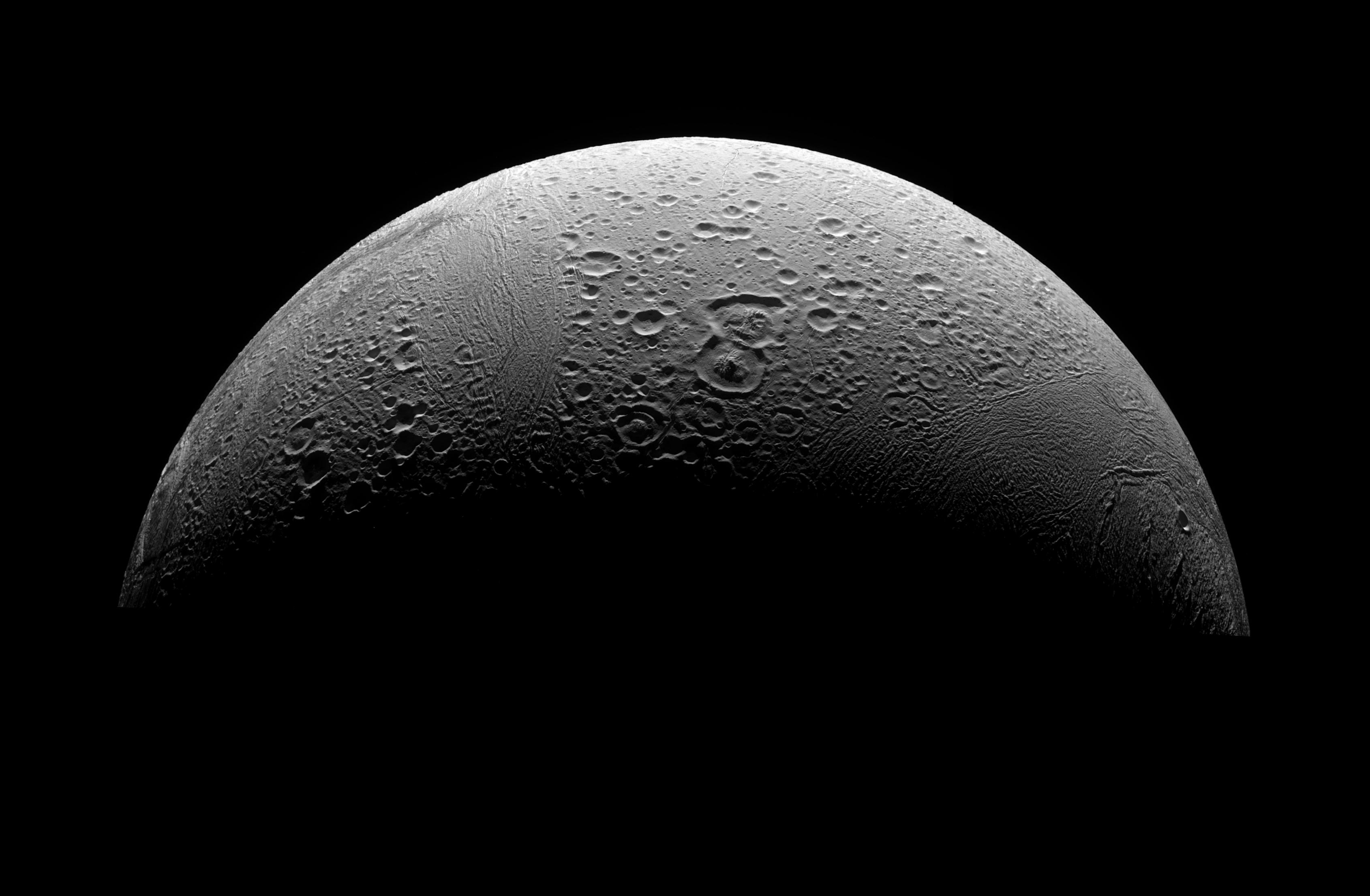
Północna półkula Enceladusa z widocznymi kraterami

Ali Baba – największy średnicą krater uderzeniowy na powierzchni Enceladusa, lodowego księżyca Saturna. Położony na północnej półkuli satelity, bezpośrednio sąsiaduje z mniejszym o 4 km kraterem Aladdin. W pobliżu znajduje się także krater Samad. Część wnętrza formacji uderzeniowej stanowi zniekształcona kopuła o wysokości dorównującej jego krawędziom (1 km nad dnem); wypukłe dna są charakterystyczne dla kraterów powstałych w lodowych powierzchniach. 
Pierwsze fotografie na których można wyróżnić Ali Babę zostały wykonane przez sondy Voyager podczas ich przelotu w pobliżu Enceladusa w latach 1980–1981. 
Nazwę pochodzącą od Ali Baby – postaci z Księgi tysiąca i jednej nocy – zatwierdziła w 1982 roku Międzynarodowa Unia Astronomiczna. (Wszystkie formacje geologiczne na Enceladusie zawdzięczają swoją nazwę postaciom i miejscom z tego zbioru opowieści). 